# Horror Show
Horror Show – szósta płyta studyjna zespołu Iced Earth.
Na limitowanej, dwu płytowej edycji płyty jest zmieniona kolejność utworów – ósmym utworem jest "Frankenstein", dziewiątym "Dracula", a dziesiątym "The Phantom Opera Ghost". Utwór "Transylvania" pojawia się jako pierwszy na drugiej płycie, a po nim jest wywiad z Jonem Schafferem (utwory 2-7 na drugiej płycie).
Według danych z kwietnia 2002 album sprzedał się w nakładzie 31,967 egzemplarzy na terenie Stanów Zjednoczonych.

## Lista utworów
1. Wolf 05:19
2. Damien 09:12
3. Jack 04:15
4. Ghost of Freedom 05:11
5. Im-Ho-Tep (Pharaoh's Curse) 04:46
6. Jekyll & Hyde 04:40
7. Dragon’s Child 04:21
8. Transylvania (Iron Maiden cover) 04:23
9. Frankenstein 03:51
10. Dracula 05:54
11. The Phantom Opera Ghost 08:41

## Skład zespołu
- Matt Barlow – wokal
- Larry Tarnowski – gitara prowadząca
- Jon Schaffer – gitara rytmiczna, prowadząca, akustyczna, wokal, mandolina, klawisze
- Steve DiGiorgio – gitara basowa
- Richard Christy – perkusja
- Yunhui Percifield – wokal w "The Phantom Opera Ghost" jako "Christine"
- Richie Wilkison – podkład wokalny
- Rafaela Farias – podkład wokalny
- Sam King – podkład wokalny
- Jim Morris – podkład wokalny, klawisze, solo w "Ghost of Freedom"
- Howard Helm – organy w "The Phantom Opera Ghost"